# Léon Chefneux
Léon Chefneux (Piatra Neamț, 15 januari 1853 - Parijs, 31 mei 1927) was een Frans koloniaal ambtenaar, ontdekkingsreiziger en handelaar.

## Biografie
Léon Chefneux reisde in 1877 samen met Pierre Arnoux naar Ethiopië voor de Société commerciale franco-éthiopienne. Later vervoegde hij met Paul Soleillet voor de Société Française.
Hij vestigde zich in 1882 in Shewa als handelaar en raakte bevriend met Arthur Rimbaud. In 1885 had hij de leiding over wapenleveringen aan keizer Menelik II van Ethiopië en trak vervolgens met Henry Audon door Afar en Shewa, waar ze Paul Soleillet ontmoetten. Bij een jachtongeval raakte Audon gewond en diende zijn been te worden geamputeerd.
Nadat hij de moord op de Franse ontdekkingsreiziger Léon Barral en diens echtgenote op 24 februari 1886 vernam, trok Chefneux naar de bronnen van Amoïssa en vond daar de onherkenbare lijken, verslonden door hyena's en roofvogels. Hij vond tevens de geweren en de bagage van hun expeditie.
Van 1896 tot 1897 leidde hij de Société du Lac Assal, waarvan hij in 1887 de concessie verwierf. In 1896 was hij samen met de Zwitser Alfred Ilg mede-oprichter van de Compagnie impériale des chemins de fer éthiopiens. Hij was in die hoedanigheid betrokken bij de aanleg van de spoorlijn Djibouti-Addis Abeba, die Djibouti aan de Golf van Aden verbond met Addis Abeba.

## Onderscheidingen
- ridder in het Legioen van Eer (9 januari 1894).

- Base Léonore: LH//514/68